# Sirius Satellite Radio

Logo Sirius Satellite Radio

Sirius Satellite Radio ist einer von zwei Satellitenradio-Anbietern in den USA und Kanada. Nach der im Jahr 2008 genehmigten Fusion mit dem Konkurrenten XM Satellite Radio gehört er zur Sirius XM Holding. Sirius hat derzeit etwa 7 Millionen Abonnenten (Pay-Radio), zusammen mit XM Radio kommt das Unternehmen auf insgesamt etwa 18,5 Millionen Abonnenten.

## Programm
Der Hauptsitz des Unternehmens liegt in New York City. Weitere Sirius Studios befinden sich in Los Angeles, Houston, Memphis, New Orleans, Nashville und Daytona.
Sirius sendet auf 140 Kanälen, davon 71 werbefreie Musikkanäle (Pop, Rock, Elec/Dance, Hip-Hop/R&B, Country, Christlich, Jazz/Blues, Standards, Klassisch und Latin/Int'l). Der Sender nutzt Exklusiv-Verträge mit der NFL, NBA, NASCAR, Chelsea London, Wimbledon, CFL und etwa 150 Collegesport-Partnern. Das Genre Nachrichten und Talk wird mit Beiträgen von ABC News & Talk, CNN, FOX News, E!, CNN Headline News, FOX News Talk, BBC World Service, BBC Radio 1, npr now, npr talk, CNBC und Bloomberg Radio abgedeckt. Darüber hinaus produziert man selbst die Polittalk-Kanäle Sirius Patriot und Sirius Left. Im Bereich Entertainment bietet Sirius sechs Comedy-Kanäle (u. a. The Foxxhole von US-Star Jamie Foxx), Maxim Radio, Playboy Radio, Cosmo Radio, die zwei Howard-Stern-Kanäle Howard 100 und Howard 101, Martha Stewart Living Radio, Sirius Stars, RadioClassics und Radio Disney.

## Mitarbeiter
Zu den größten und bekanntesten Persönlichkeiten, die Verträge mit Sirius haben, gehören: US-Radiostar Howard Stern, NASCAR-Champion Tony Stewart, Haushalts-Magnatin Martha Stewart, Rapper 50 Cent, der buddhistische Wellnesscenter-Gründer Deepak Chopra, Rapper Eminem, Rockmusiker Steven van Zandt, Sportexperte Scott Ferrall, OSCAR-Gewinner Jamie Foxx, DJ Grandmaster Flash, Pro-Skater Tony Hawk, MTV Jackass-Mitglied Bam Margera, Ex-Formel-1-Fahrer Juan Pablo Montoya, DJ Premier, Marky Ramone, Fitnessexperte Richard Simmons und der offizielle G-Unit-DJ DJ Whoo Kid.
Ende 2005 stand Sirius auch im Fokus deutscher Medien, als US-Radiostar Howard Stern für 500 Millionen US-Dollar einen Fünfjahresvertrag mit Sirius abschloss.

## Satelliten
Sirius Satellite Radio betreibt momentan eine aktive Flotte aus mehreren Satelliten: Sirius FM-1, Sirius FM-2, Sirius FM-3 und den, einer neueren Serie angehörenden Sirius FM-5. Der Start von Sirius FM-6 fand am 25. Oktober 2013 statt. Sirius FM-1 bis Sirius FM-3 wurden in hochelliptischen geosynchronen Umlaufbahnen mit 63,4° Bahnneigung zwischen 23.975 km und 46.983 km Höhe stationiert. Sirius FM-5 wurde in einer geostationären Umlaufbahn stationiert. Sirius FM-6 wurde auch in einer geostationären Umlaufbahn positioniert und hat in etwa dieselbe Transponderzahl wie Sirius-FM1 und Sirius-FM-2 zusammen.
Alle Satelliten wurden bzw. werden von Space Systems/Loral auf Basis des LS-1300-Satellitenbusses gebaut. Die Satelliten starteten mit Proton-Raketen von Baikonur, die ersten drei mit Proton-K/Blok-DM3, die beiden anderen verwenden Proton-M/Bris-M.
Der Satellit Sirius FM-4 wurde als Ersatz am Boden behalten und im Oktober 2012 dem National Air and Space Museum übergeben, das ihn im Steven F. Udvar-Hazy Center in der Nähe des Flughafens Washington-Dulles-International ausstellt.

## Verbreitung
Der Großteil der Hörer wird über klassische Sat-Anlagen und Internet-Streaming erreicht. Sirius ist auch sehr stark in der Vermarktung von Sat-kompatiblen Autoradios engagiert. Durch die weitläufige Ausdehnung der USA bestehen in der terrestrischen Radioversorgung große Lücken, die Sirius über SDARS schließt. Über entsprechende Kooperationen mit den Herstellern haben viele US-Fahrzeuge bereits kompatible Autoradios eingebaut, die nur noch für das Abonnement freigeschaltet werden müssen.